# Programma Space Shuttle

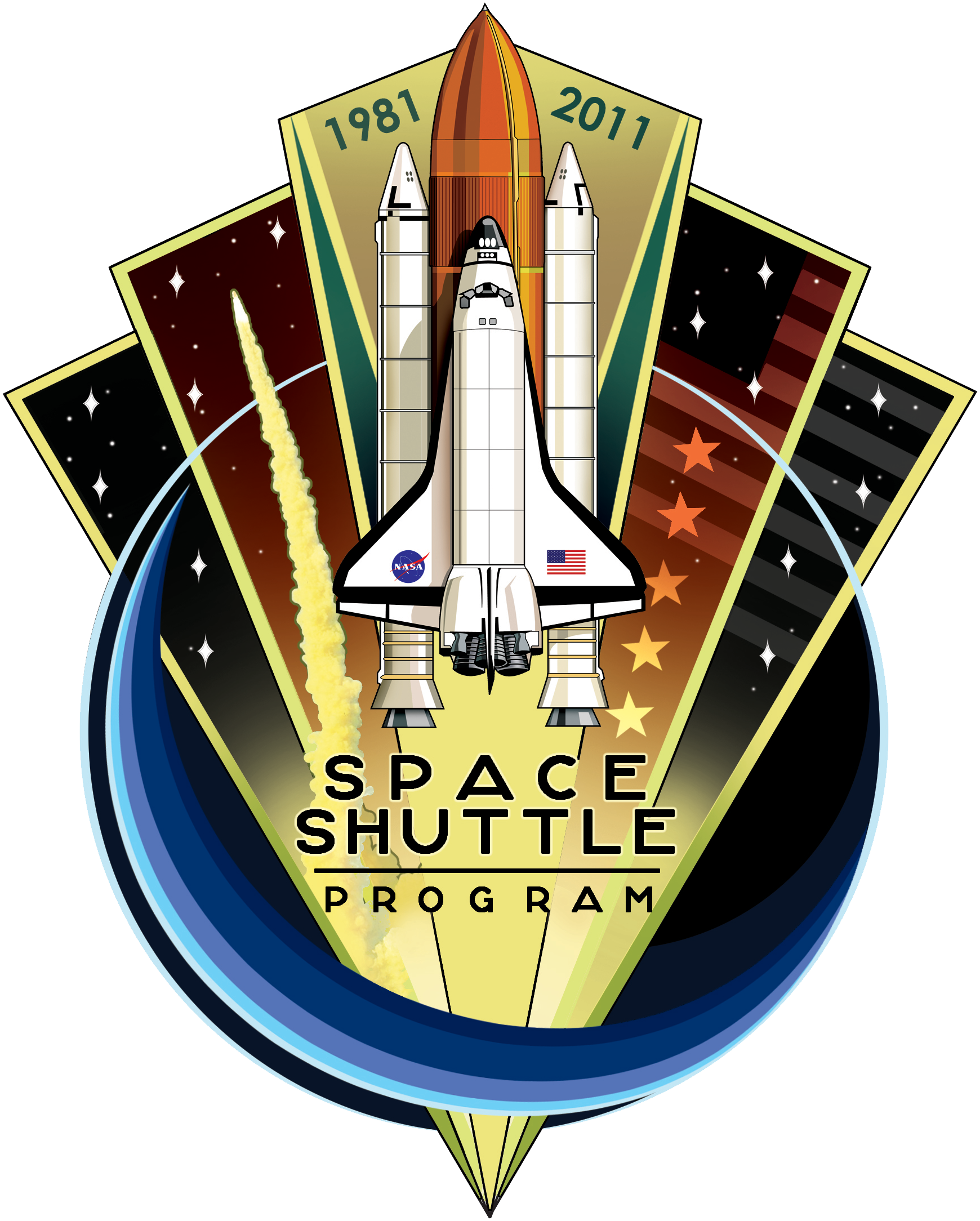
Per celebrare il prossimo anniversario e ritiro del Programma Space Shuttle, il design di questo stemma mira a catturare l'essenza visiva e lo spirito del programma in maniera iconica e trionfante. Come il programma Space Shuttle è stato un innovativo gioiello iconica nella storia del volo spaziale americano.

Il programma Space Shuttle, ufficialmente Space Transportation System (STS), è stato il programma per il lancio di un veicolo con equipaggio nello spazio dal 1981 al 2011 del governo degli Stati Uniti d'America. Lo Space Shuttle Orbiter era lanciato verticalmente, solitamente con un equipaggio composto da quattro a sette astronauti e fino a 22700 kg di carico utile in un'orbita terrestre bassa. Al termine della missione lo Shuttle poteva uscire indipendentemente fuori dall'orbita usando il suo Orbital Maneuvering System ("sistema di manovra orbitale") e rientrare nell'atmosfera terrestre. Durante la discesa e l'atterraggio l'Orbiter agiva da veicolo di rientro e aliante usando il suo sistema RCS e il controllo delle superfici di volo per mantenere l'altitudine fino all'atterraggio al John F. Kennedy Space Center o alla Edwards Air Force Base.
Il programma cominciò formalmente nel 1972, sebbene il concetto sia stato già esaminato alla fine degli anni sessanta e fu l'unico focus delle operazioni con equipaggio della NASA dopo il termine del Programma Apollo e dei voli Skylab nella metà degli anni settanta. Lo Shuttle fu inizialmente concepito e presentato al pubblico nel 1972 come "Space Truck" ("Camion Spaziale") che sarebbe stato usato, tra le altre cose, per la realizzazione di una stazione orbitale all'inizio degli anni novanta, per essere quindi rimpiazzato da un nuovo veicolo. Quando il concetto di una stazione spaziale USA si evolse in quello della Stazione spaziale internazionale (ISS), il periodo di servizio dello Shuttle venne esteso diverse volte fino al 2011, prima di essere infine ritirato. Nel 2004 secondo la Vision for Space Exploration del presidente George W. Bush lo Shuttle avrebbe dovuto essere usato quasi unicamente per completare la costruzione della ISS all'epoca in grande ritardo.
Il primo orbiter sperimentale, l'Enterprise, costruito unicamente solo per Approach and Landing Tests ("test di avvicinamento e atterraggio") fu consegnato nel 1976, mentre il Columbia fu il primo a compiere un volo nello spazio (la missione STS-1) il 12 aprile 1981. La STS-135 dello Atlantis fu l'ultima missione del programma Space Shuttle che terminò formalmente il 31 agosto 2011.
Il ritiro dello Shuttle terminò un'era in cui tutte le varie attività spaziali degli Stati Uniti erano eseguite da un unico veicolo e un'unica organizzazione. Le funzioni che lo Shuttle aveva coperto per trent'anni saranno eseguite non da uno, ma da diversi tipi di veicoli, tra cui il Boeing X-37, un veicolo privo di equipaggio sviluppato per l'United States Air Force. Per la fine del 2012 le missioni di rifornimento per l'ISS sono state eseguite da veicolo privati sotto il programma Commercial Resupply Services usando i veicoli parzialmente riutilizzabili Dragon e nel futuro quelli non riutilizzabili Cygnus. Gli equipaggi della ISS vengono inviati usando le Sojuz russe. Per missioni oltre l'orbita bassa la NASA sta sviluppando le navicelle Orion.

## L'avvio del programma: la scelta dello Shuttle

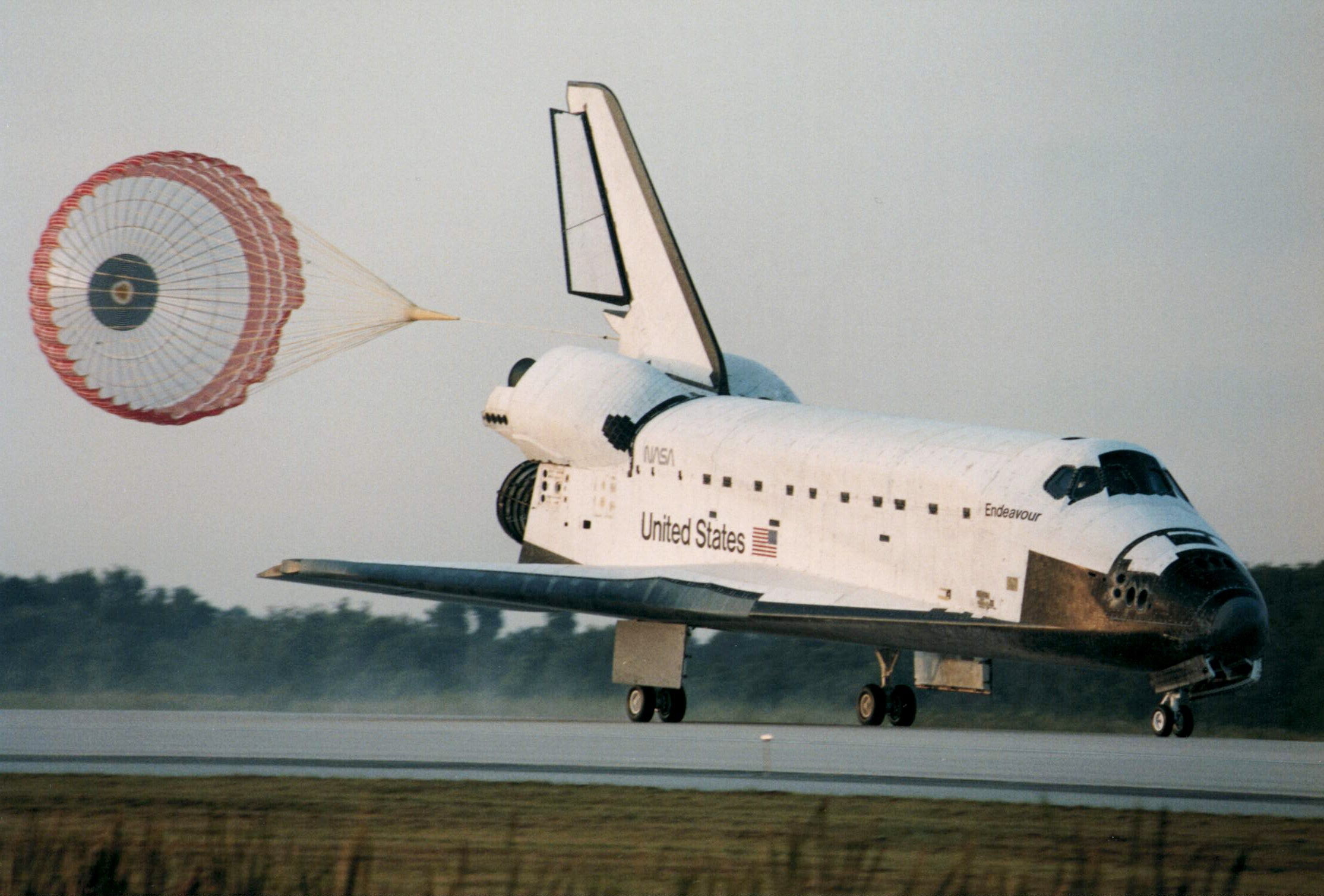
Lo Space Shuttle Endeavour in fase di atterraggio. Dal 1992 la frenata è assistita da un paracadute detto parafreno.

La NASA elabora negli anni sessanta alcuni progetti per sviluppare una navetta spaziale composta di parti riutilizzabili, con la quale sostituire i razzi che possono essere usati una volta sola, come quelli utilizzati nei programmi Mercury, Gemini e Apollo.
Nello stesso periodo, l'Aeronautica si interessa a piccoli sistemi con i tempi di reazione più veloci e viene coinvolta nel progetto NASA dell'aereo-spaziale, l'X-20 Dyna-Soar, consolidando una lunga collaborazione con l'agenzia spaziale.
Dopo il grande sforzo richiesto dal Programma Apollo nella seconda metà degli anni sessanta, la NASA inizia a guardare al futuro del programma spaziale. Prevede di usare mezzi spaziali riutilizzabili e spinti da grandi propulsori, per portare in orbita una grande stazione spaziale, dalla quale lanciare missioni permanenti per la Luna e verso Marte.
Ma i progetti si trovano ad affrontare forti tagli di bilancio, che spingono l'agenzia spaziale a cancellare prima il progetto di missioni su Marte e poi a mantenere il solo progetto Shuttle, indispensabile per costruire una stazione spaziale.
Per costruire lo Shuttle vengono preparati diversi progetti, alcuni dei quali complessi. Un tentativo di semplificazione fu fatto con il DC-3, una piccola navicella con un carico utile di 9 tonnellate, equipaggio di 4 uomini, e manovrabilità limitata, che diventerà il punto di riferimento nella progettazione del vero Shuttle.
La decisione finale sulle caratteristiche dello Shuttle viene presa quando la NASA, potendo puntare su un solo progetto, chiede all'Aeronautica di usare lo Shuttle per i propri lanci futuri, risparmiando i costi per sviluppare le capacità di razzi come il Titan II.
L'Aeronautica controvoglia accetta, ma prima chiede un forte aumento del proprio budget per lanciare i propri satelliti-spia. Tali satelliti hanno grandi dimensioni, pesano circa 18 tonnellate e devono essere collocati su un'orbita polare, scelta questa che richiede un maggiore dispendio di energia rispetto ai satelliti destinati ad orbite più basse (portare un carico di 18 tonnellate su un'orbita polare equivale a portarne 29 su una "normale" orbita equatoriale).
Inoltre, l'Aeronautica vuole poter far tornare sulla terra il satellite dopo una sola orbita atterrando presso lo stesso luogo di lancio per ragioni di sicurezza militare. Queste caratteristiche richiedono che la navetta sia più manovrabile attraverso ali più grandi e pesanti di quanto inizialmente previsto.

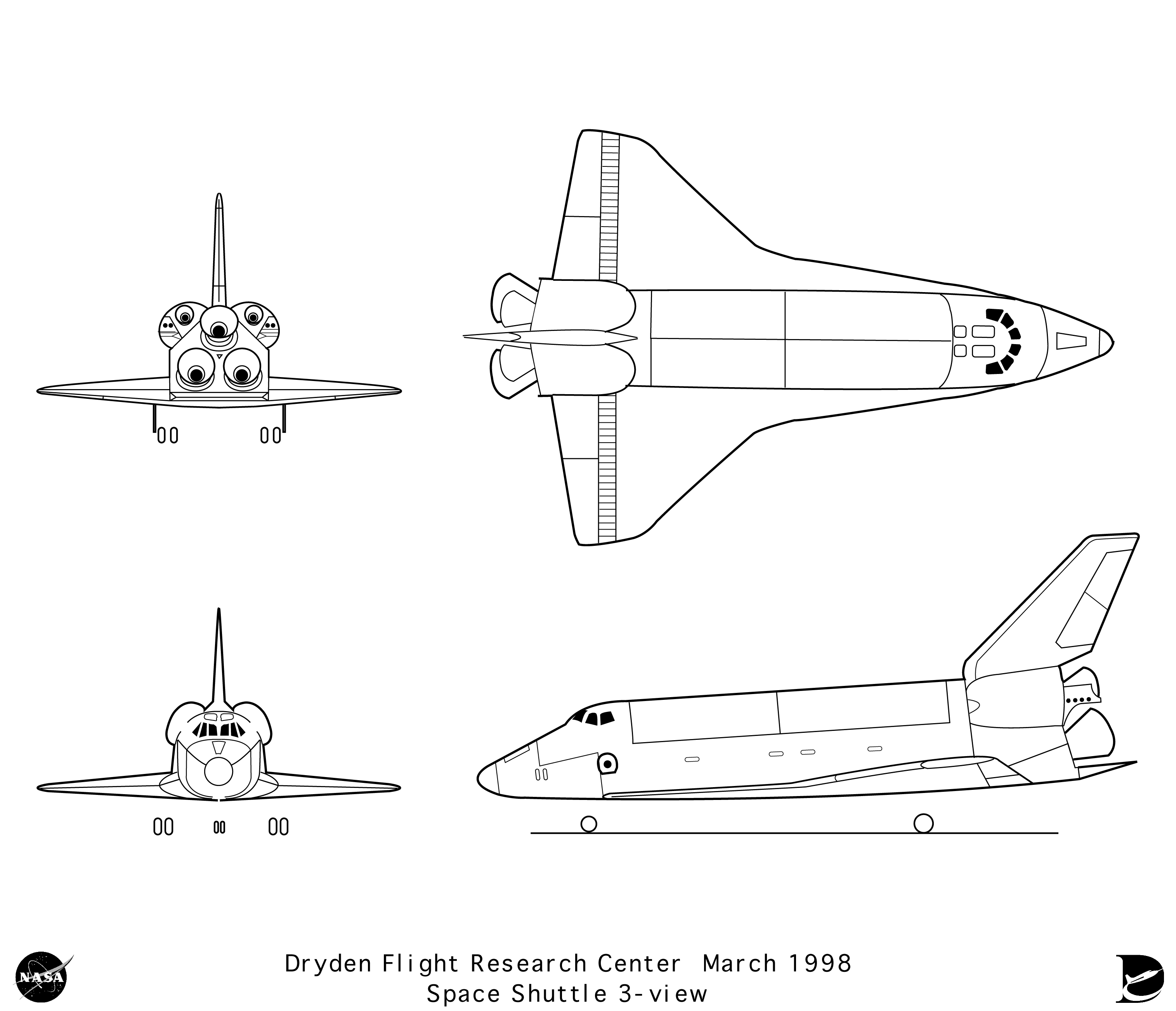
Lorbiter dello Space Shuttle

Il progetto del DC-3 viene accantonato a favore di un sistema più complesso e costoso perché ogni aumento di peso nella parte superiore di un veicolo di lancio, richiede una maggiore capacità di spinta nelle fasi iniziali di lancio e quindi, viste le caratteristiche richieste, il sistema di lancio a due stadi da progettare deve possedere dimensioni maggiori di quelle del Saturn V.
Mentre il programma avanzava, si suggerisce un approccio completamente differente: la NASA dovrebbe usare i razzi Saturn per mettere in orbita la stazione spaziale, con costi di sviluppo inferiori e tempi più brevi per la messa in orbita della stazione spaziale.
Tale tesi non convince chi si dedica al programma Space Shuttle, che sostiene che se il numero dei lanci è elevato il costo di progettazione di un nuovo sistema risulta inferiore al costo dei razzi che non si possono riutilizzare. Inoltre la scelta di razzi riutilizzabili viene suggerita dai probabili aumenti dei prezzi causati dall'inflazione elevata degli anni settanta.
E poiché non si prevedono lanci molto frequenti, si decide di affidare tutti i futuri lanci della NASA o dell'Aeronautica allo Space Shuttle. In tal modo il costo dei lanci è inferiore a qualsiasi altra soluzione, eccetto il caso di lanci di vettori molto piccoli o molto grandi.

Francobollo celebrativo dello Space Shuttle

Scelto come operatore, la NASA inizia a lavorare per garantirsi i finanziamenti necessari a sviluppare il programma quinquennale per progettare lo Shuttle. Ma si trova presto in difficoltà, dovendo fare i conti con il bilancio statale americano in forte deficit.
Con il bilancio americano in difficoltà sotto il peso dell'inflazione e della guerra in Vietnam, il Parlamento e l'Amministrazione pensano a tagliare gli stanziamenti della NASA e non sono interessati a un progetto a lungo termine, come quello dello Shuttle. Ma non c'è molto da tagliare: alla NASA è rimasto solo un progetto, lo Shuttle, e tagliarlo significherebbe chiudere la NASA.
Il mondo politico punta quindi a ridurre il costo annuo, diluendo la spesa su più anni, anche se questo può significare ulteriori difficoltà per il progetto. Viene quindi scelto di ridurre i costi di sviluppo rinunciando a booster riutilizzabili e scegliendo di lanciare la navetta attraverso razzi più semplici e recuperabili dopo il lancio. Un altro cambiamento consiste nel collocare il carburante in un serbatoio esterno, che consente di aumentare il carico trasportabile in una navetta di dimensioni più piccole, anche se il serbatoio esterno non può essere riutilizzato dopo il lancio.
L'ultima questione aperta riguarda le caratteristiche dei booster.
La NASA elabora almeno quattro soluzioni al problema. Pensa di sviluppare i primi stadi del razzo Saturn, poi di costruire nuovi motori a carburante liquido pressurizzato, e infine di costruire uno o due razzi. Viene scelta la soluzione che prevede due razzi di ridotte dimensioni perché è la soluzione meno costosa e più efficiente e sicura.

## La chiusura del programma

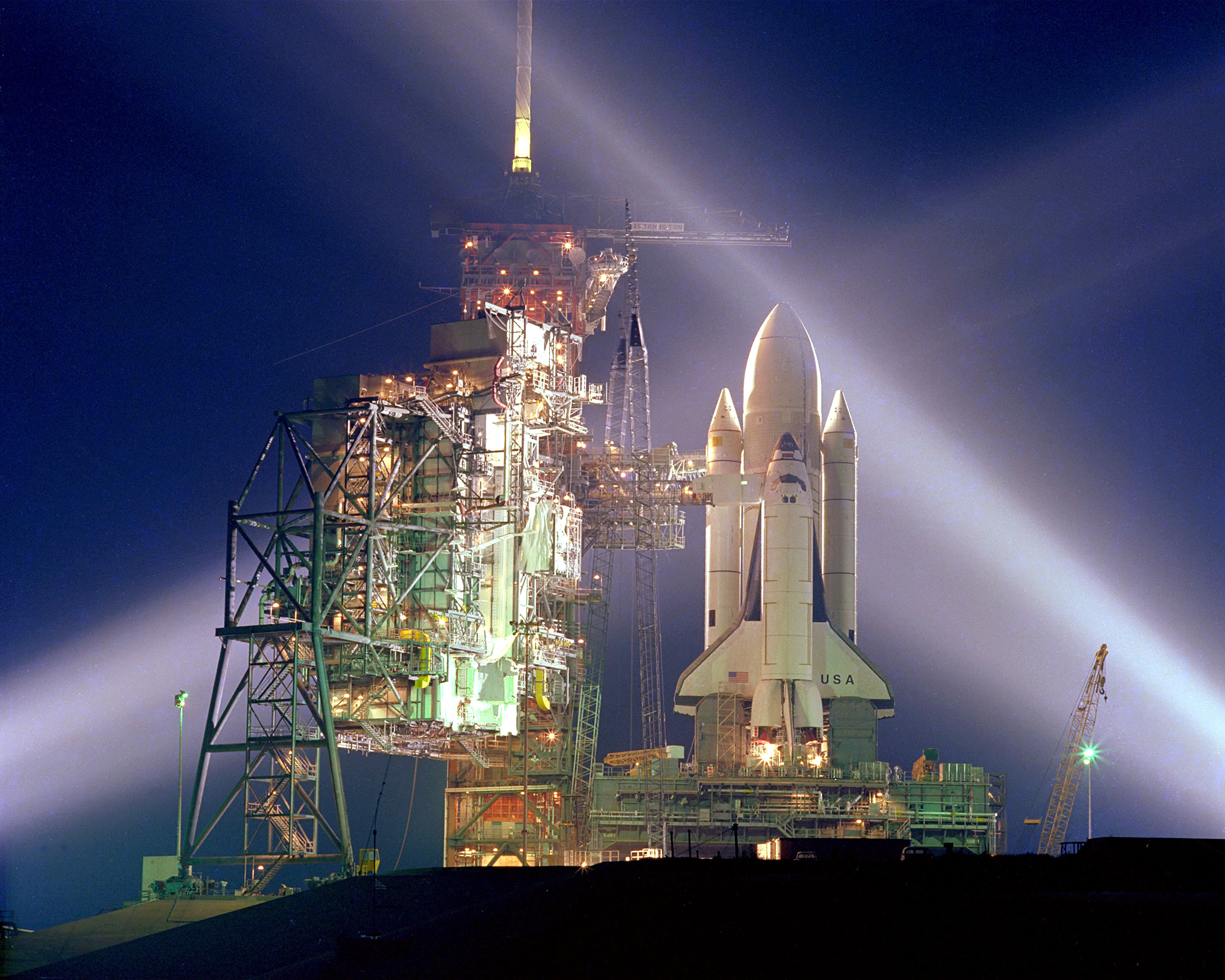
Prima del decollo della prima missione del Programma Space Shuttle (STS-1)

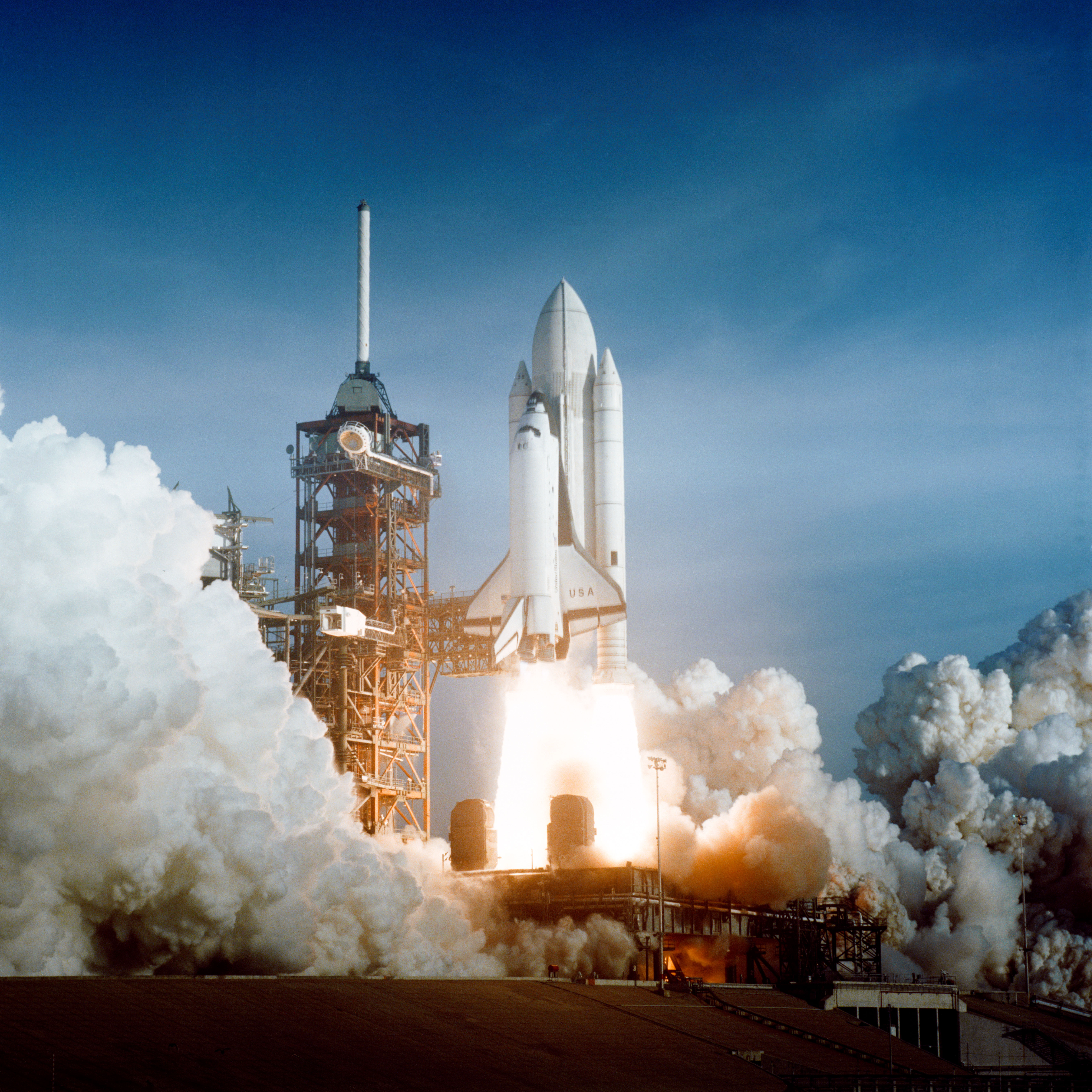
Decollo della prima missione del programma. Era il 1981.

Dopo il disastro del Columbia, nel 2003, i voli vennero temporaneamente sospesi. Dopo varie modifiche alle procedure di sicurezza, il 26 luglio 2005, dopo più di due anni dalla precedente missione, il Discovery ha ripreso le operazioni raggiungendo la Stazione spaziale internazionale per il trasferimento di materiale e per il controllo dello Shuttle stesso.
Il 14 gennaio 2004 è stata pubblicata la nuova strategia di esplorazione della NASA, voluta dal Presidente George W. Bush e chiamata Vision for Space Exploration. In essa veniva previsto il ritiro degli Shuttle nel 2010, e il loro impiego concentrato completamente sull'assemblaggio della ISS. Dopo il 2010 un nuovo programma di trasporto umano nello spazio chiamato Constellation avrebbe dovuto prendere il posto del programma Space Shuttle. Il Programma Constellation è però stato cancellato da Barack Obama.
Nell'agosto 2008 il conflitto in Georgia ha fatto sorgere preoccupazioni sulla collaborazione internazionale tra Stati Uniti e Russia. Alcuni politici statunitensi avevano chiesto al Presidente Bush un'estensione del programma Space Shuttle in modo da poterlo utilizzare fino al 2015, quando sarebbe dovuta essere a disposizione la navetta Orion.
Ad ottobre 2008, all'interno della NASA è stato presentato un progetto per estendere l'uso dello Space Shuttle oltre alla data del ritiro fissata al 2010. In particolare, in un white paper è stato proposto di utilizzare due orbiter fino al 2015 con un massimo di 13 missioni. Ma la proposta è stata scartata e il 21 luglio 2011 il Programma Space Shuttle si è chiuso, con l'atterraggio dell'Atlantis alla fine della missione STS-135

## Le ultime missioni
STS-126Nella missione STS-126 è stato lanciato lo Endeavour il 14 novembre 2008, con lo scopo di portare l'equipaggiamento e i materiali per espandere la capienza della stazione spaziale a 6 astronauti. Inoltre, nelle quattro attività extraveicolari è stata effettuata la manutenzione dei giunti SARJ, che permettono di orientare i pannelli solari della stazione. Uno di essi non funzionava correttamente da molto tempo. Lo shuttle è atterrato il 30 novembre.
STS-119Nella missione STS-119, è stato lanciato Space Shuttle Discovery il 15 marzo 2009 con lo scopo di installare il quarto ed ultimo set di pannelli solari sulla stazione.
STS-125La missione STS-125 è una missione che riguarda la manutenzione del Telescopio spaziale Hubble. È stata l'ultima missione Shuttle non dedicata alla stazione spaziale. Inizialmente prevista per l'8 ottobre 2008, è stata rinviata varie volte e infine è stata pianificata per metà 2009 a causa di malfunzionamenti dell'Hubble che hanno richiesto ulteriore addestramento per l'equipaggio. L'Atlantis è decollato regolarmente l'11 maggio ed ha terminato la missione il 24 maggio.
STS-127La missione è stata effettuata dallo Space Shuttle Endeavour e ha riguardato l'assemblaggio della Stazione Spaziale (missione 2J/A). In questa missione gli astronauti hanno installato l'ultimo componente del Japanese Experiment Module. Il lancio è avvenuto il 15 luglio 2009 e lo Shuttle è atterrato il 31 luglio.
STS-128La missione è stata effettuata dallo Space Shuttle Discovery ed ha riguardato la manutenzione della stazione spaziale, con il trasporto del Multi-Purpose Logistics Module Leonardo. È Il lancio è avvenuto il 29 agosto 2009 e lo Shuttle è atterrato il 12 settembre.
STS-129La missione è stata effettuata dallo Space Shuttle Atlantis e ha riguardato il trasporto di due External Logistics Carriers (ELC), contenenti parti di ricambio per la ISS. Tra i componenti vanno ricordati: un sistema aggiuntivo di giroscopi, un serbatoio di azoto, un serbatoio di ammoniaca (ATA - Ammonia Tank Assembly), un effettore per il braccio robotico della stazione. Inoltre è stata trasportata anche un'antenna di ricambio per il laboratorio europeo Columbus e un serbatoio di gas ad alta pressione.
STS-130È stato trasportato e assemblato il Node 3, chiamato Tranquility, e il modulo Cupola, una finestra che è stata accorpata su un lato del nuovo componente.
STS-131In questa missione è stato trasportato sulla stazione un multi-purpose logistics module, contenente molti esperimenti da effettuare a bordo della stazione.
STS-132Nella missione sono stati portati sulla stazione gli ultimi componenti, tra cui il primo ed unico componente russo portato sulla stazione da uno Shuttle: il Mini-Research Module 1. Oltre a questo modulo, è stato installato lo European robotic arm.
STS-133In questa missione sono stati portati a bordo della stazione alcuni fra gli ultimi componenti, tra cui il quarto ExPRESS Logistics Carrier; il PMM (Permanent Multipurpose Module, versione modificata del MPLM per essere lasciata permanentemente connessa all'ISS) Leonardo e Robonaut 2.
STS-134Nella missione è stato trasportato sulla Stazione Spaziale Internazionale il rilevatore AMS (Alpha Magnetic Spectrometer), per la misurazione della composizione dei raggi cosmici; sono stati trasportati anche l'ExPRESS Logistics Carrier 3, l'Orion Rendezvous Detailed Test Objective (DTO), un congelatore GLACIER e il Remotely Operable Electrical Umbilical-755 (ROEU).
STS-135L'Atlantis ha portato sulla ISS il Multi-Purpose Logistics Module Raffaello e il Lightweight Multi-Purpose Carrier.

## Incidenti dello Shuttle
Due Shuttle sono stati persi in incidenti, in entrambi i casi con la perdita di tutto l'equipaggio a bordo:
- Challenger - perso 73 secondi dopo il lancio, 28 gennaio 1986
- Columbia - perso durante il rientro, 1º febbraio 2003

## Programma Space Shuttle in retrospettiva

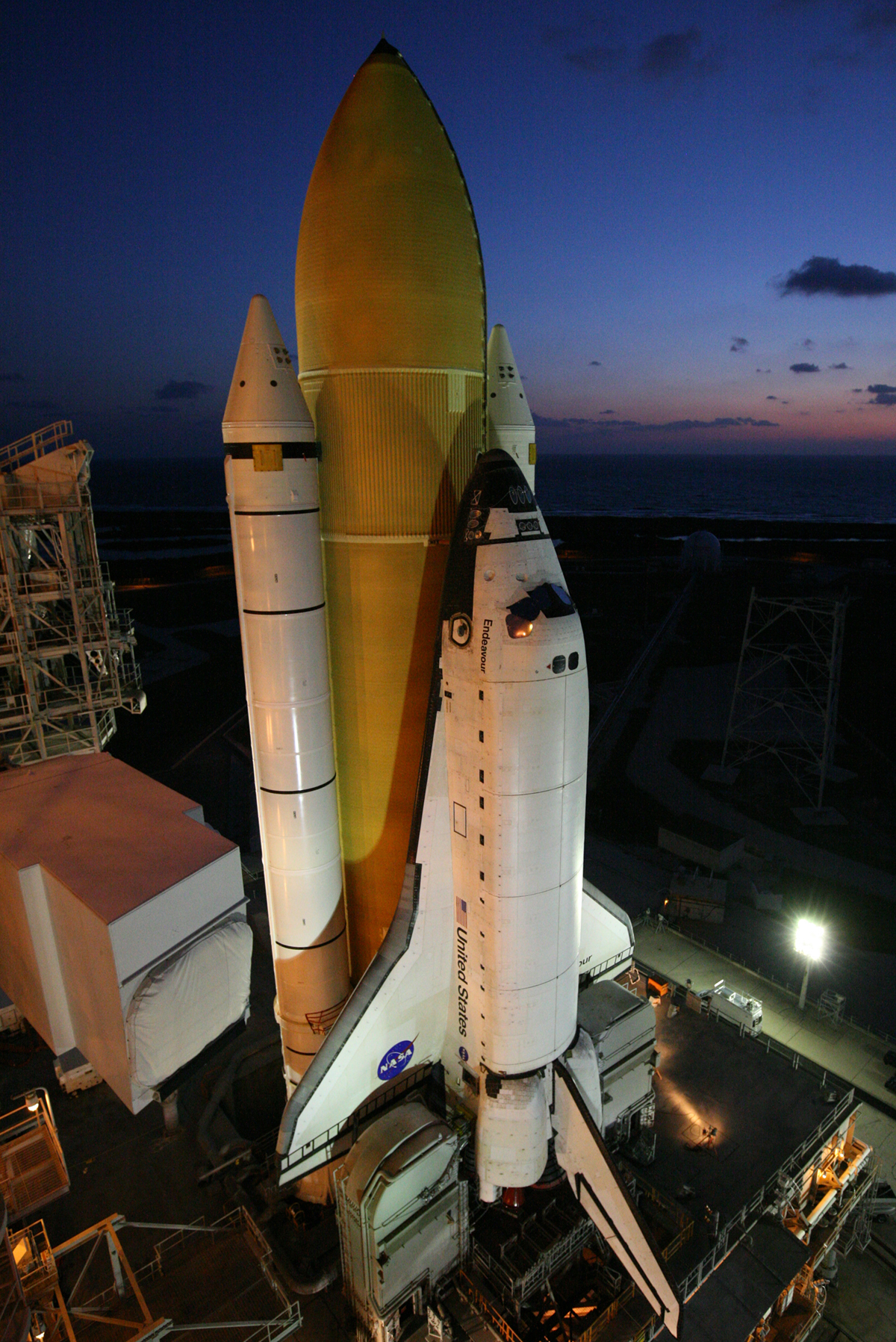
Endeavour pronto al lancio.

Al successo dello Shuttle come veicolo di lancio non è corrisposto un ugual successo nel ridurre i costi di lancio, che ammontano a circa 500 milioni di dollari per lancio invece dei previsti 10-20 milioni.
La missione originale dello Shuttle è di operare ad alta quota al minor costo e maggior livello di sicurezza possibile, consentendo un notevole miglioramento rispetto alla precedente generazione di capsule spaziali non riutilizzabili con e senza equipaggio. Pur essendo il primo sistema di lancio riutilizzabile operativo al mondo, il progetto può essere considerato piuttosto fallimentare, per non aver apportato i miglioramenti pianificati. Benché il progetto fosse radicalmente diverso da quello iniziale, si pensò che potesse soddisfare le richieste dell'Aeronautica Americana riducendo al contempo i costi, ma si verificarono dei problemi. Uno di questi è stata l'inflazione, molto elevata durante gli anni settanta a causa delle crisi petrolifere di quegli anni, che ha comportato un aumento dei costi del 200% nel decennio, rispetto ad un aumento del 34% tra il 1990 e il 2000. L'effetto sulla crescita dei costi di sviluppo dello Shuttle è evidente. Però l'inflazione non spiega per intero il livello effettivo dei costi di gestione. Anche tenuto conto dell'inflazione, infatti, ogni lancio dello Shuttle dovrebbe costare oggi 100 milioni di dollari. La spiegazione sta nei dettagli operativi collegati alla manutenzione e all'assistenza della flotta di Shuttle, che si sono rivelati enormemente più costosi del previsto.
Lo Shuttle viene concepito per operare come un aereo di linea, nella fase finale di rientro. Dopo l'atterraggio l'Orbiter deve essere controllato e poi riunito al resto del sistema (ET e SRB) e dovrebbe essere pronto a un nuovo lancio nel giro di due settimane. Invece questo processo dura mesi a causa di più severi standard di manutenzione, richiesti dopo la perdita del Challenger, che impongono continui aggiornamenti nel processo di controllo.
Ora anche i compiti più semplici richiedono quantità incredibili di documentazione. Questa documentazione si rende necessaria per il fatto che lo Space Shuttle è dotato di equipaggio e non ha sistemi di fuga, perciò ogni incidente che causasse una perdita di uno dei booster causerebbe anche la morte dell'equipaggio, il che è inaccettabile. Di conseguenza l'obiettivo principale del programma Shuttle è riportare l'equipaggio sulla Terra in condizioni di sicurezza, cosa che contrasta con gli altri obiettivi, e in particolare quello di mantenere bassi i costi. Inoltre, poiché ci sono casi in cui non si può terminare prematuramente la missione in modo controllato, esistono tipologie di guasti che non ci si può permettere diventino critici; quindi molti componenti devono semplicemente funzionare alla perfezione, e quindi devono essere ispezionati accuratamente prima di ciascun volo. Il risultato è che le ore di lavoro necessarie per un volo sono aumentate in modo massiccio; 25.000 persone lavorano alle operazioni dello Shuttle (e questo dato potrebbe non essere del tutto aggiornato). I progettisti per il futuro sono orientati verso sistemi a un solo stadio, verifiche di idoneità al volo automatiche, e, in alcuni casi, sistemi a bassa tecnologia sovradimensionati per aumentarne la durata.
L'aspetto peggiore della storia del sistema Shuttle è il ruolo dell'Aeronautica. Sebbene debba essere considerata responsabile la NASA per aver promosso il coinvolgimento dell'Aeronautica, è stata quest'ultima che ha richiesto le prestazioni che hanno portato il sistema alla complessità e al costo attuale. Ironicamente, né la NASA né l'Aeronautica hanno ottenuto il sistema che volevano (o di cui avevano bisogno) e l'Aeronautica a un certo punto ha gettato la spugna ed è ritornata al suo vecchio sistema di lanciatori, abbandonando anche il progetto del lanciatore riutilizzabile Vandenburg.
Le prestazioni che hanno più pesato nel rendere zoppicante il sistema Shuttle (carico utile da 29 tonnellate; stiva per il carico utile di grande capacità; estensione operativa di 1600 km) in effetti non sono mai state utilizzate, con l'eccezione della stiva per il carico utile.